# リード・バーニー
リード・バーニー（Reed Birney,  1954年9月11日 - ）は、アメリカ合衆国の俳優、舞台俳優である。

## 来歴
1954年、バージニア州アレクサンドリアに生まれた。ボストン大学で演劇を2年学んだ後にニューヨークへ渡り、演劇学校のNational Academy of Television Arts and Sciencesにおいてさらに演劇を習得した。1976年にオフ・ブロードウェイ舞台の『Gemini』に出演し、役者デビュー。それ以降はテレビドラマや映画などでキャリアを積み、1985年に制作されたサム・ライミ監督のホラーコメディ映画『XYZマーダーズ』では、主役を演じている。テレビドラマなどでは教師や政治家などのホワイトカラーの役柄を演じることが多く、『THE BLACKLIST/ブラックリスト』での司法長官役や、『ハウス・オブ・カード 野望の階段』での副大統領役などでも知られている。
舞台でのキャリアも並行してブロードウェイ舞台やオフ・ブロードウェイ舞台などでも活躍しており、2016年にはニューヨークに住む家族の悲喜こもごもを描いた『ザ・ヒューマンズ』への出演で、その演技力が評価され第70回トニー賞の助演男優賞を受賞したほか、ドラマ・デスク・アワードでのアンサンブル賞を受賞している。トニー賞は2014年に出演した演目『Casa Valentina』に続いて二度目のノミネートでの受賞となった。
2017年にオリヴィア・ワイルドがブロードウェイデビューを果たした小説家ジョージ・オーウェル原作のSFディストピア作品『1984年』へも出演している。

### 私生活
テレビシリーズ『オレンジ・イズ・ニュー・ブラック』への出演でも知られる女優のコンスタンス・シュルマンと1999年に結婚。2人の子供に恵まれており、娘のガス・バーニーと息子のエフレイム・バーニーもそれぞれ俳優である。

## 出演作品

### 映画
- Not a Pretty Picture (1976)
- The Greatest Man in the World (1980)
- フォー・フレンズ/4つの青春 Four Friends (1981)
- XYZマーダーズ Crimewave (1985)
- Chain Letters (1985)
- Means and Ends (1985)
- You Are Here (1997)
- ダイヤルM A Perfect Murder (1998)
- アップタウン・ガールズ Uptown Girls (2003)
- 幸せになるための10のバイブル The Ten (2007)
- チェンジリング Changeling (2008)
- Twelve Thirty (2010)
- 恋とニュースのつくり方 Morning Glory (2010)
- Girl Most Likely (2012)
- Molly's Theory of Relativity (2013)
- アダルト・ワールド Adult World (2013)
- イン・ユア・アイズ 近くて遠い恋人たち In Your Eyes (2014)
- ジャック・ラビット Jackrabbit (2015)
- Mad Women (2015)
- Occupy, Texas (2016)
- Half the Perfect World (2016)
- 不死細胞ヒーラ ヘンリエッタ・ラックスの永遠なる人生 The Immortal Life of Henrietta Lacks (2017) ※テレビ映画
- ラスト・クリスマス Last Christmas (2019)
- All the Little Things We Kill (2019)
- 40歳の解釈: ラダの場合 The 40-Year-Old Version (2020)
- ロストガールズ Lost Girls (2020)
- ザ・ハント The Hunt (2020)
- 対峙 Mass (2021)
- ザ・メニュー The Menu (2022)

### テレビドラマ
- ケインとアベル 愛と野望に燃える日々 Kane & Abel (1985)
- ハリウッド・ナイトメア Tales from the Crypt (1990)
- ロー&オーダー Law & Order (1992, 1997, 2002)
- フロム・ジ・アース/人類、月に立つ From the Earth to the Moon (1998)
- LAW & ORDER:性犯罪特捜班 Law & Order: Special Victims Unit (2000)
- The Education of Max Bickford (2002)
- LAW & ORDER:犯罪心理捜査班 Law & Order: Criminal Intent (2002, 2005)
- Queens Supreme (2003)
- キッドナップ Kidnapped (2006)
- ゴシップガール Gossip Girl (2007 - 2009)
- オニオン・ニュース・ネットワーク The Onion News Network (2008)
- キングス Kings (2009)
- マイ・ジェネレーション My Generation (2010)
- グッド・ワイフ The Good Wife (2012)
- ハウス・オブ・カード 野望の階段 House of Cards (2013 - 2017)
- ブルーブラッド 〜NYPD家族の絆〜 Blue Bloods (2014)
- GIRLS/ガールズ Girls (2014)
- THE BLACKLIST/ブラックリスト The Blacklist (2014 - 2015)
- 9-1-1：LA救命最前線 What's Your Emergency (2015)
- アメリカン・オデッセイ American Odyssey (2015)
- マダム・セクレタリー Madam Secretary (2017)
- シカゴ・メッド Chicago Med (2018)
- ジ・アメリカンズ The Americans (2018)
- タイタンズ Titans (2018)
- A Million Little Things (2019)
- ハイ・メンテナンス High Maintenance (2019)
- BULL / ブル 法廷を操る男 Bull (2019)
- Home Before Dark (2020)
- Nova Vita (2020)
- ハンドメイズ・テイル/侍女の物語 The Handmaid's Tale (2021)
- サクセッション Succession (2021)